# Galeropygidae
De Galeropygidae zijn een familie van uitgestorven zee-egels (Echinoidea) uit de infraklasse Irregularia.

## Geslachten
- Galeropygus Cotteau, 1856 †
- Stegopygus Devriès & Alcaydé, 1966 †